# Joseph Joachim Jäger
Joseph Joachim Jäger (* 7. Februar 1756; † 1. Juni 1804) war ein bayerischer Kaufmann und Kommunalpolitiker.

## Werdegang
Jäger war der Sohn des Spezereienhändlers Joachim Nikolaus Jäger und übernahm das Geschäft am Passauer Rindermarkt 247 von seinem Vater. Von 1797 bis 1803 war er Bürgermeister von Passau. Er war der letzte Bürgermeister aus der Zeit des Hochstifts.